# Schlacht von Ali Masjid
Ali Masjid – Peiwar Kotal – Kam Dakka – Kabul – Charasiab – Sherpur Cantonment – Ahmed Khel – Maiwand – Kandahar
Die Schlacht von Ali Masjid, auch Schlacht von Ali Masdschid, fand am 21./22. November 1878 statt. Sie leitete den Beginn des Zweiten Anglo-Afghanischen Krieges ein. Ein vermeintlicher Angriff und die Weigerung der Afghanen den Briten den Zugang in ihr Land zu erlauben, beantworteten diese mit einem Angriff auf die Festung von Ali Masdschid. Die Schlacht fand zwischen den britischen Streitkräften unter Führung des Generalleutnants Sir Samuel James Browne und den afghanischen Kräften unter Führung von Stammesführer Ghulam Haider Khan statt. Die Schlacht verlief kurz und relativ unblutig, da die Afghanen in der Nacht des ersten Angriffstages das Fort aufgaben und sich absetzten.

## Vorgeschichte
Nach der Schlacht von Jamrud (1837) zwischen dem Reich der Sikh und dem Emirat Afghanistan konnten die Sikh Peschawar und Jamrud am Khyberpass erobern. Der afghanische Herrscher Dost Mohammed baute daraufhin im selben Jahr die Festung Ali Masjid auf. Er versuchte damit, seine Souveränität in der Khyberregion zu behaupten. Jedoch wurde die Festung zwei Jahre später von Oberstleutnant Claude M. Wade mit 11.000 Mann am 26. Juli 1839 erobert.
Am 21. September 1878, zwei Monate vor der Schlacht von Ali Masjid, versuchte der britische General Neville Bowles Chamberlain Kabul zu erreichen und scheiterte am Widerstand von Faiz Muhammad, dem Kommandanten der Festung Ali Masjid. Die Briten stellten daraufhin ein Ultimatum in Erwartung darauf, dass sich Schir Ali für den Vorfall entschuldigt.

## Schlacht

### Vorbereitung

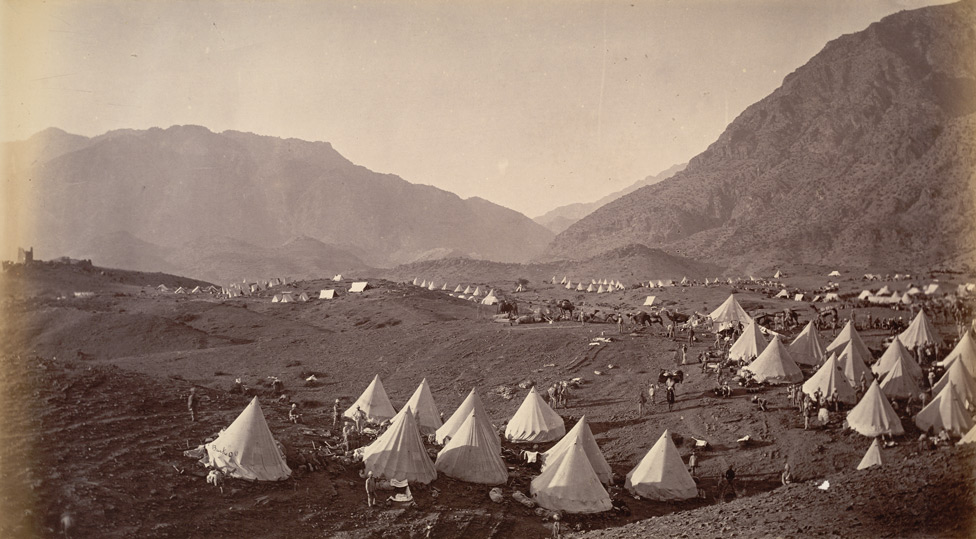
Britisches Kamp auf dem Shagaigebirge

Die Erste Brigade begann im Sommer mit der Einübung des Angriffs, als sie an den Miree Hills stationiert war. Am 23. Oktober wurde eine Kundschaftergruppe an die Festung Ali Masjid geschickt, die ausspähte, dass sich die Afghanen auf die Invasion vorbereiten. Am Abend des 20. November begannen etwa 1.700 Soldaten der Zweiten Brigade der Peshawar Valley Field Force mit einem Anmarsch, um den Truppen von Browne beim Angriff auf das Fort Ali Masjid zu unterstützen, das den Khyberpass schützte. In der Dunkelheit wurden beim Anmarsch Mannschaften und Tiere in die Irre geführt und es war bereits 22.00 Uhr als die Truppen die Siedlung Lahore erreichten. Lahore befindet sich lediglich 5,5 km von der Festung Ali Masjid entfernt.
Die Erste Brigade, die aus etwa 1.900 Männern bestand, war durch ungeeignete Bekleidung wie Gamaschen während ihres Anmarsches gehindert und die Soldaten hatten auch Beinkrämpfe. Deshalb erreichten sie Lahore um 6.00 Uhr morgens am 21. November, gerade als das Erste Bataillon sich vorbereitete den Ort zu verlassen. Oberst Jenkins führte die Kundschafter der Brigade an.
Wegen der Hitze, der unzureichenden Wasserversorgung und des fehlenden Schattens befahl Brigadegeneral J. A. Tytler bei Pani Pal anzuhalten. Während sich die Männer ausruhten, untersuchte Tytler die Lage und stellte fest, dass die linke Flanke der Angreifer in Gefahr war. Als Jenkins eine Spähergruppe auf die Hügel führte, bemerkte diese, dass die Luft durch das Abfeuern schwerer Granaten vibrierte. Daraufhin entschied Tytler, dass er sich mit mehreren Männern hinter Pani Pal begeben wird und Jenkins sollte mit den anderen Soldaten die gefährdete Flanke verteidigen und schützen.

### Afghanische Verteidigung

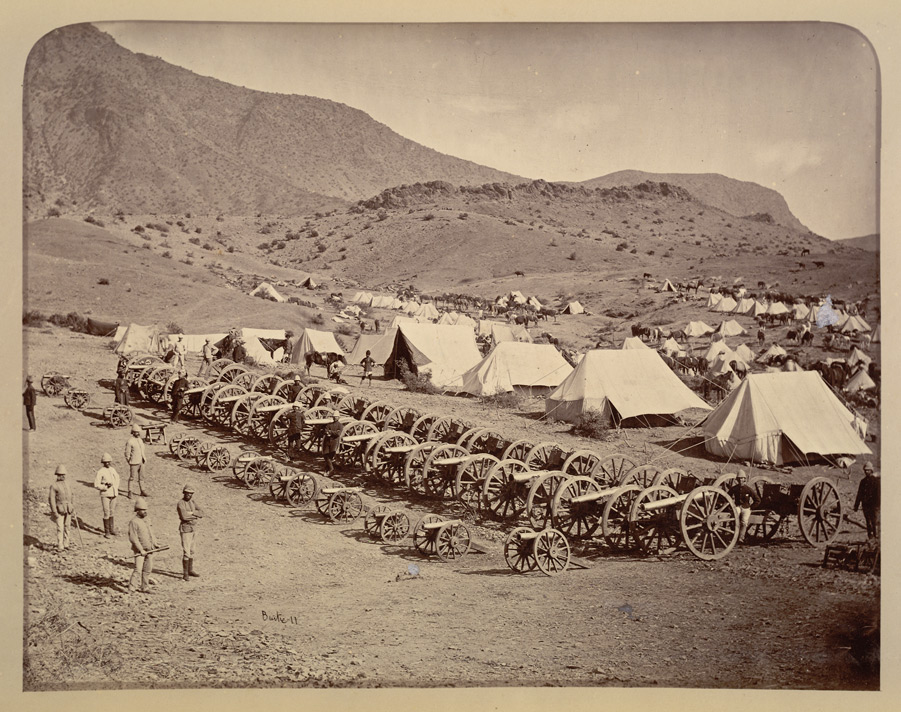
Die Kanonen der Afghanen

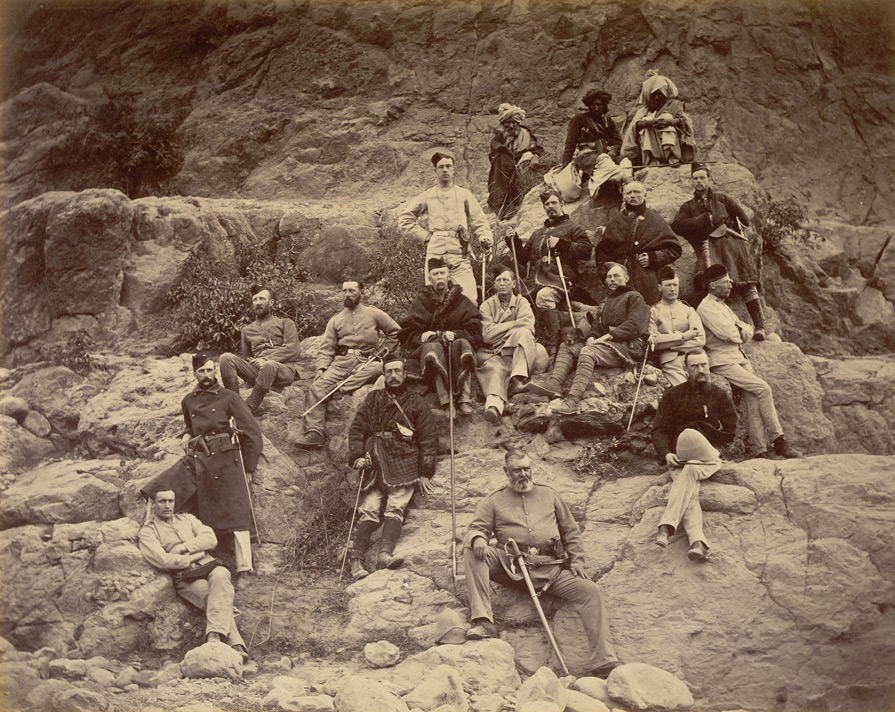
Soldaten der Yorkshire Infanterie

Die Afghanen hatten 24 Kanonen. Als sich Browns Truppen auf den Shagai-Bergen verteilten, waren dort bereits acht Kanonen der Afghanen zur Verteidigung aufgebaut und im Süden des Forts zwei, eine weitere war aufgebaut, um sich gegen Attacken vom Kyberfluss zu verteidigen.

### Beginn der Schlacht
Afghanische Reiter waren auf den Höhen Shagai-Gebirges positioniert. Browne befahl Einzelfeuer um 10 Uhr morgens, das dazu führte, dass die Afghanen mit Gewehrfeuer von den Bergen antworteten und sich die 81st Foot, 14th Sikhs und eine Artilleriebatterie aus der Sichtweite der Ali Masjid-Festung zurückziehen mussten. Major H. B. Pearson gab das Signal das Sarkai-Gebirge zu halten und setzte Heliographe zur Nachrichtenübermittlung ein, um mit dem Kommando in Jamrud zu kommunizieren.
Nachmittags begann die Artillerie zu feuern, wobei nicht bestätigt werden konnte, welche Seite das Feuer aufnahm. Nachdem die Briten ihre eigenen schweren Kanonen die Hügel hinunterbrachten, eröffnete MacPherson das Feuer auf die rechte Flanke der Festung. Den Briten war es gelungen beide 40lb- und 9lb-Kanonen durch Pferde der Artillerie in Stellung zu bringen. Da die Afghanen lediglich mit Kanonenkugeln anstelle mit Granaten feuerten, konnten um 14.00 Uhr schwere britische 40lb-Kanonen ins Zentrum des Forts feuern und zerstörten dabei afghanische 7lb-Kanonen.
Durch diesen Coup war die Infanterie in der Lage auf das Fort voranzumarschieren. Die Dritte Brigade näherte sich von rechts, während die Vierte Brigade von links von den Hügeln kam. Da die Dritte Brigade nicht bis auf erforderliche Distanz zum Stürmen des Forts kam, wurde befohlen die militärischen Aktionen bei der aufkommenden Dunkelheit nicht fortzusetzen, sondern bis zum nächsten Morgen abzuwarten. Dies hatte verheerende Folgen für die Dritte Brigade, die vorwärtsmarschierte, denn eine Anzahl der Soldaten erhielten diesen Befehl nicht und marschierten ohne ihre Kameraden weiter.
Captain J. G. Maclean nahm die rechte Seite des Gebirges und Major Henry Holwell Birch die linke mit seinen Sikhs der 27th Bengal Native Infantry ein, die er kommandierte. Sie gerieten bald in das heftige Feuer der Afghanen und Maclean fiel durch einen Schulterschuss verletzt aus. Birch und einige Männer wollten ihn schützen und in Sicherheit bringen, aber sie wurden getroffen oder erschossen. Leutnant Thomas Otho Fitzgerald nahm 15 Männer der 27th Punjab und stürmte voran um Birch zu helfen. Dies gelang nicht, weil vier von ihnen erschossen und sechs verwundet wurden. Birch und Fitzgerald waren tot, Captain Maclean war verwundet, wie auch vier Schützen und 20 Sepoys.
Als sich die Briten in der Nacht zurückzogen, brachte Jenkins seine Späher auf die Höhen des Turhai-Gebirges und als die Briten am Morgen die Schlacht fortsetzen wollten, berichtete Leutnant J. J. S. Chisholme von den 9th Lancers, dass die Afghanen aus der Festung in der Nacht geflüchtet waren. Die flüchtenden Afghanen ließen etwa 40 Verwundete, 21 Kanonen und Verpflegung zurück. Da die Afghanen nicht wussten, wo sich Browne positioniert hatte, flohen 300 Afghanen in die Stellungen der First Brigade, die sie in der Nacht erreicht hatten und wurden gefangen genommen. Browne hatte den Befehl erhalten nicht im Süden des Khybergebietes zu operieren, sodass er nicht in der Lage war, den flüchtenden Afghanen auf ihrem Weg durch das Bazar Valley zu folgen.
Während der Schlacht feuerten die Briten 639 Artilleriegranaten und 11.250 Schuss Patronen ab.

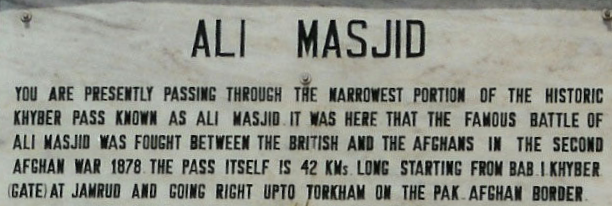
Erinnerungstafel der Schlacht

Die Körper der toten britischen Soldaten wurden in einem kleinen Friedhof in der Nähe des Forts beigesetzt, der auch heute noch an die Schlacht erinnert, während die Offiziere in Peshawar beerdigt wurden.

## Nach der Schlacht
Der Sieg der Briten bedeutete, dass der Norden Kabuls nicht durch afghanische Truppen geschützt war bzw. verteidigt werden konnte. Browne war in der Lage Dakkah relativ leicht zu erreichen und konnte den Winter sicher in Dschalalabad bleiben.
Acht der einheimischen Soldaten, die mit den Briten kämpften, wurden mit dem Indian Order of Merit ausgezeichnet.
Nach der Schlacht ersuchte Schir Ali die Russen um militärische Hilfe, um sich nicht den Briten ergeben zu müssen.